# Shox
Shox: Rally Reinvented es un videojuego de carreras de rally desarrollado por EA UK y publicado por Electronic Arts bajo la EA Sports BIG en América del Norte y Europa para la PlayStation 2 en el otoño de 2002. "Shox" presenta 24 vehículos con licencia de fabricantes de la vida real como Audi, BMW, Toyota, Mitsubishi, Subaru, Lancia y Ford. El juego introdujo un concepto único, "Zonas Shox". Dentro de cada pista, hay áreas especialmente designadas, o "Zonas Shox", donde los jugadores reciben ubicaciones de bronce, plata y oro en función de sus habilidades de conducción. Si bien "Shox" obtuvo elogios tras su lanzamiento por sus efectos visuales, jugabilidad divertida y sentido de la velocidad, no dejó un impacto duradero en el género a largo plazo.

## Jugabilidad
Shox: Rally Reinvented cuenta con tres entornos en los que se basan todas las pistas: Árido (un entorno arenoso parecido a un desierto), Jungla (un entorno fangoso con vegetación densa) y Hielo (un entorno ártico, nevado y helado). En cada pista, hay tres "Zonas Shox", áreas que el jugador debe cruzar mientras se cronometra. Cuando el jugador llega al final de una Zona Shox, el jugador es recompensado con dinero en efectivo en función del tiempo que tarda en cruzarla, dividido en Oro, Plata y Bronce. Sin embargo, si el jugador tarda demasiado en cruzar la zona, más allá del tiempo de bronce, no se otorgará una recompensa. Shox no cuenta con los modos de juego tradicionales del género. En lugar de los modos contrarreloj, carrera única y carrera, "Shox" solo tiene uno: el modo campeonato en el que los jugadores toman uno de los 24 autos a través de 30 carreras diferentes que se distribuyen en cinco ligas únicas. Shox presenta autos de rally con licencia, que van desde el Subaru Impreza, Porsche Cayenne y Mitsubishi Lancer Evolution, que presentan daños visuales y suciedad de las pistas. El manejo está muy orientado a arcade. Ganar carreras genera dinero, que paga las reparaciones del automóvil o los automóviles nuevos. El modo multijugador se puede jugar con pantalla dividida de hasta cuatro jugadores, ya sea con carreras o capturando los modos de bandera. También hay una opción para dividir cada controlador para que cuatro jugadores puedan jugar con solo dos controladores.
Shox también presenta el concepto de "Shox Wave", una especie de onda de choque que sigue la pista por delante del automóvil del jugador si pasa con éxito, dentro del tiempo Gold, a través de las tres Zonas Shox, y se activa en el siguiente 'punto de control' ( a falta de una palabra mejor) (no es necesario lograr el tiempo de Oro en cada Zona Shox dentro de una sola vuelta). Durante la duración de su presencia, el jugador gana dinero continuamente, pero el sistema Shox Zone está desactivado temporalmente. El objetivo del Shox Wave, en caso de que esté activado, es conducir lo suficientemente rápido como para alcanzarlo antes de que llegue al siguiente punto de control. Al acercarse a la Shox Wave, la pantalla aparecerá cada vez más borrosa y distorsionada y dificultará la conducción a alta velocidad. Si el jugador no logra ponerse al día a tiempo, Shox Wave desaparecerá y el sistema Shox Zone se reanudará. Por otro lado, si el jugador tiene éxito, el Shox Wave se adelantará al jugador al pasar el punto de control, para que el jugador lo alcance nuevamente.

## Desarrollo
Electronic Arts anunció que se estaba desarrollando un juego de carreras de autos de rally todoterreno para PlayStation 2 en el E3 2002. El juego fue desarrollado por el estudio EA UK. Según los informes, el desarrollo tomó solo ocho meses ya que la versión de GameCube finalmente se descartó a favor de un lanzamiento de temporada navideña. El juego usó el motor de juego de F1 2002. Descrito como un cruce entre Rally Cross y Ridge Racer, Shox es parte de EA Sports BIG alineación, dirigida a jugadores casuales con una presentación elegante y una Jugabilidad de estilo arcade exagerada.
En Japón, el juego fue lanzado bajo el nombre Rally Shox (ラリーショックス Rarī Shokkusu?) y fue lanzado el 9 de enero de 2003. Esta versión fue publicada por Electronic Arts bajo la etiqueta EA Games en lugar de la etiqueta EA Sports BIG.

## Recepción
El juego recibió "críticas generalmente favorables" según el sitio web agregación de reseñas Metacritic. Famitsu le dio una puntuación de 30 sobre 40.